# Daniel Carr
Daniel Clive Carr (n. Lambeth, Gran Londres, Inglaterra, 29 de mayo de 1994) es un jugador de fútbol profesional inglés de origen trinitense que juega como delantero y su club actual es el Apollon Limassol de la Primera División de Chipre. Es internacional con la selección de Trinidad y Tobago. 
Daniel es el hermano menor del actor inglés Gary Carr, que apareció como el cantante de jazz Jack Ross en la serie Downton Abbey, Julian Fellowes ' ITV con gran éxito de taquilla en Inglaterra.

## Carrera

### Clubes
| Club                            | País       | Año       | Partidos | Goles |
| ------------------------------- | ---------- | --------- | -------- | ----- |
| Eastbourne Borough              | Inglaterra | 2012      | 3        | 0     |
| Dulwich Hamlet                  | Inglaterra | 2012-2013 | 30       | 17    |
| Huddersfield Town               | Inglaterra | 2013-2015 | 2        | 0     |
| Fleetwood Town (préstamo)       | Inglaterra | 2013-2014 | 4        | 1     |
| Mansfield Town (préstamo)       | Inglaterra | 2014-     | 4        | 1     |
| Dagenham & Redbridge (préstamo) | Inglaterra | 2015      | 6        | 0     |
| Cambridge United                | Inglaterra | 2015-2016 | 4        | 0     |
| Aldershot Town (préstamo)       | Inglaterra | 2015-2016 | 7        | 0     |
| Woking FC (préstamo)            | Inglaterra | 2016      | 10       | 2     |
| Dulwich Hamlet                  | Inglaterra | 2016-2017 | 25       | 6     |
| Leatherhead FC (préstamo)       | Inglaterra | 2017      | 14       | 8     |
| Karlstad BK                     | Suecia     | 2017-2018 | 19       | 8     |
| Shamrock Rovers                 | Irlanda    | 2018-2019 | 57       | 15    |
| Apollon Limassol                | Chipre     | 2019-2020 | 4        | 1     |
| RoPS                            | Finlandia  | 2020-     | 7        | 0     |

### Selección nacional
Carr recibió la autorización de la FIFA para representar internacionalmente a Trinidad y Tobago en septiembre de 2019. El 3 de septiembre de 2019 fue llamado a la selección nacional para los dos encuentros contra Martinica por la Liga de Naciones de la Concacaf 2019-20. Hizo su debut el 10 de septiembre, donde para mala fortuna marcó un gol en contra que a la postre costó el empate 2-2 en casa.